# Reprezentacja Indii na Mistrzostwach Świata w Narciarstwie Alpejskim 2009
Reprezentacja Indii na Mistrzostwach Świata w Narciarstwie Alpejskim 2009 w Val d’Isère liczyła dwóch zawodników, którzy wystartowali w dwóch konkurencjach – w slalomie i slalomie gigancie.

## Medale

### Złote medale
- brak

### Srebrne medale
- brak

### Brązowe medale
- brak

## Wyniki

### Mężczyźni
Slalom gigant
- Jamyang Namgial – 82. miejsce (łączny czas 2 przejazdów: 3:14.76)
- Santosh Kumar – 84. miejsce (łączny czas 2 przejazdów: 3:18.02)

Slalom
- Jamyang Namgial – nie ukończył pierwszego zjazdu w kwalifikacjach
- Santosh Kumar – zdyskwalifikowany podczas pierwszego zjazdu w kwalifikacjach